# Reserva Natural do Campo de Pärnu
A Reserva Natural do Campo de Pärnu é uma reserva natural localizada no condado de Pärnu, na Estónia.
A área da reserva natural é de 397 hectares.
A área protegida foi fundada em 1958. Em 2007, a área protegida foi designada como reserva natural.